# هنريك هانسن (لاعب كريكت)
هنريك هانسن (23 يونيو 1977 في الدنمارك - ) هو لاعب كريكت دانمركي. شارك مع منتخب الدنمارك الوطني للكريكت.

## وصلات خارجية
- هنريك هانسن على موقع إي آس بي آن كريك إنفو (الإنجليزية)